# Gyrinophilus palleucus
Gyrinophilus palleucus är en groddjursart som beskrevs av Edward McCrady 1954. Gyrinophilus palleucus ingår i släktet Gyrinophilus och familjen lunglösa salamandrar. IUCN kategoriserar arten globalt som sårbar.

## Underarter
Arten delas in i följande underarter:
- G. p. necturoides
- G. p. palleucus